# 蒙希欧布瓦
蒙希欧布瓦（法語：Monchy-au-Bois，法語發音：[mɔ̃ʃi o bwa]）是法国上法蘭西大區加来海峡省的一个市镇，属于阿拉斯区。

## 地理
蒙希欧布瓦（50°10'50"N, 2°39'24"E）面积10.98 平方千米，位于法国上法蘭西大區加来海峡省，该省份为法国北部沿海省份，西北濒北海，南至索姆省，东临北部省。
与蒙希欧布瓦接壤的市镇（或旧市镇、城区）包括：朗萨尔、阿丹费尔、贝尔勒欧布瓦、比安维莱欧布瓦、比夸、杜希莱阿耶特、阿讷康普。
蒙希欧布瓦的时区为UTC+01:00、UTC+02:00（夏令时）。

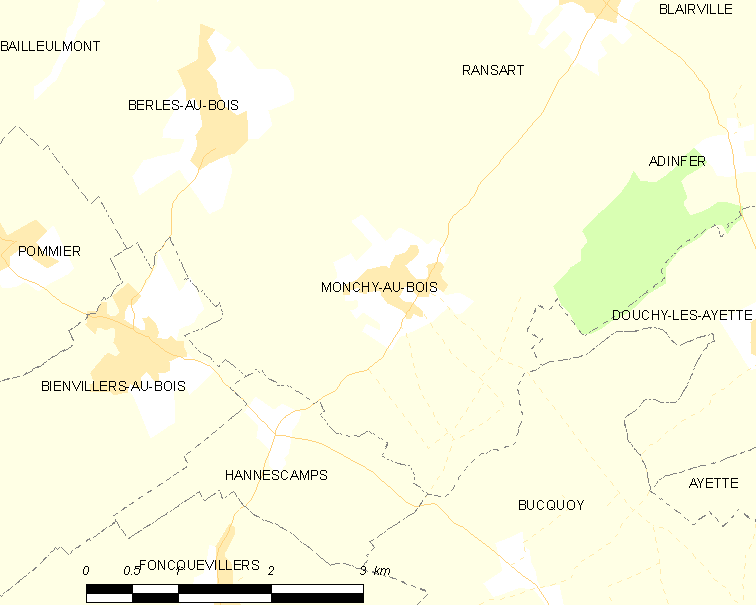
蒙希欧布瓦的OSM定位图

## 行政
蒙希欧布瓦的邮政编码为62111，INSEE市镇编码为62579。

## 政治
蒙希欧布瓦所属的省级选区为阿韦讷勒孔特县。

## 人口

1962-2008年间蒙希欧布瓦人口变化图示

蒙希欧布瓦于2022年1月1日时的人口数量为546人。